# Ferrando Bertelli
Ferrando Bertelli (o anche Ferdinando o Ferrante) (Venezia, 1525 circa – Venezia, 1580 circa) è stato un incisore italiano.

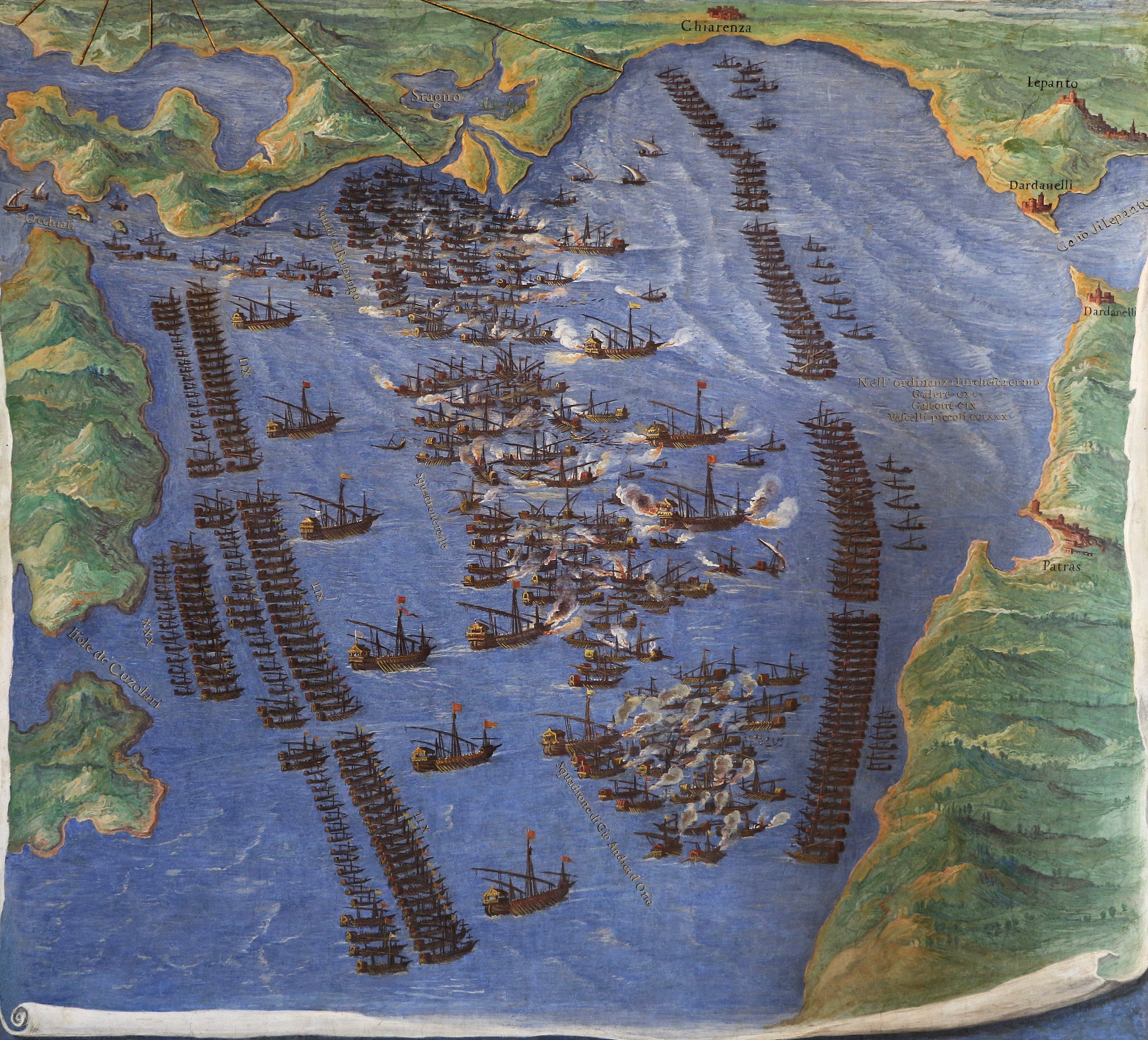
Ferrando Bertelli, Battaglia di Lepanto, Musei Vaticani, 1572

Era probabilmente parente dell'incisore Cristofano Bertelli e di Luca Bertelli.

## Biografia
Fu un incisore ed editore attivo a Venezia e faceva parte di una famiglia di editori che aveva anche una stamperia a Roma.
Ferrando è noto per il suo  Omnium fere gentium nostrae aetatis habitus  (1563).
I Bertelli sono anche noti per aver pubblicato mappe che includono gli atlanti più antichi d'Italia e quelli della Grecia classica, Africa e Oceano Atlantico.

## Opere
Incise:
- Omnium fere nentium, Sc. Ven. (1569);
- Cristo cura i malati da Farinait (1530);
- Crocifissione da Giulio Somalio ;
- Venere e Cupido da Tiziano (1536);
- Specchio della Vite Humana (1566).